# Estasi (film 1993)
Estasi è un film per la televisione del 1993 diretto da Maria Carmela Cicinnati e Peter Exacoustos.